# Васьковичі власного гербу
Васьковичі — великі черкаські землевласники XV століття гербу Васькович.

## Відомості
Писемні згадки про стародавню місцеву боярську родину Васьковичів з'являються в історії України в кінці XV століття. Один з перших її представників — вбитий татарами боярин Федько Васькович (шляхетство з гербом для цього роду надав ще Владислав II Ягайло) згадується у Грамоті великого князя Литовського Олександра від 12 квітня 1499 року з приводу переоформлення володіння землями, а саме: Мліїв, Орловець (Городищенський район) та Лінчинці, які йому належали, Грицьку Васьковичу як посаг при одруженні з удовою вбитого Ганною.
У дружини Федька та Грицька Васьковичів Ганни було двоє дітей: донька Богдана — вийшла заміж за Івана Зубрика та син Костянтин.
Вона, окрім вищезгаданих поселень, володіла такими: Бігловці, Остапківці, Лисуновці, Новоставки, а також їхніми пасіками в Черемошній, Радоставі над Бистриком, в Остапкові та всіма іншими як над річкою Роставицею, так і над Гуйвою та Гуєвкою.
Також відомо, що 14 липня 1500 року полковник Богдан Васькович був поранений у битві над Ведрошею. А в 1536 році Богданові Васьковичу, гродненському бояринові, король Сигізмунд дозволив одружитися з Ганною, донькою Матвія Ординця, і взяти з нею надані її батьку маєтки, розташовані у Вількомирському повіті. З цього ж джерела довідуємося, що в 1546 році Андрій Васькович був новгородським боярином.